# فرانشيسكو بومي
فرانشيسكو بومي (بالإيطالية: Francesco Pomi)‏ لاعب كرة قدم إيطالي. ازداد في 5 يناير 1905 بمدينة ميلانو. وتوفي 22 مايو 1984 عن عمر 79 سنة.
لاعب وسط ميدان دفاعي، أمضى أغلب مسيرته الكروية مع نادي إيه سي ميلان، حيث قضى معه ثمانية مواسم من 1925 إلى 1933. شارك مع النادي في 221، بواقع 220 مباراة بالدوري الإيطالي سجل خلالها ثلاثة أهداف، ومباراة وحيدة بكأس إيطاليا. ولم يتلق أي إنذار طيلة فترة لعبه مع نادي إيه سي إيه سي ميلان.
انتقل فرانشيسكو بومي إلى صفوف نادي كاتانيا صيف 1933، إلا أنه لم يشارك سوى في خمس مباريات على مدار موسمين، لينهي مشواره الكروي في يوليوز 1935.
بعد اعتزاله عاد إلى مسقط رأسه بمدينة نافيليو Naviglio، وامتلك متجرا لبيع السجائر. وفي سنة 1942 حصل على الميدالية الفضية للشجاعة المدنية موقعة من الرئيس الإيطالي بينيتو موسوليني بعد ان قام بإنقاذ مجموعة جنود من الغرق في النهر قريبا من متجره.